# Brachyta sachalinensis
Brachyta sachalinensis es una especie de escarabajo longicornio del género Brachyta, tribu Rhagiini, subfamilia Lepturinae. Fue descrita científicamente por Matsumura en 1911.
Se distribuye por China, Japón y Rusia. Mide aproximadamente 9-13,5 milímetros de longitud. El período de vuelo de esta especie ocurre entre mayo y agosto.